# Stillborn Records
Stillborn Records ist ein amerikanisches Musiklabel, das seinen Sitz in New Haven in Connecticut hat. Es wurde von Jamey Jasta gegründet, dem Sänger der Band Hatebreed.
In einem Interview mit Vice im Frühjahr 2016 berichtete Jasta, dass sein Label „auch nicht mehr wirklich“ existiere. Es gebe den Katalog nicht mehr „in physischer Form für Direktkunden“, weil das „viel einfacher, weniger zeitaufwändig und lohnenswerter“ sei.

## Veröffentlichungen (Auswahl)
- The Autumn Offering – Revelations of the Unsung (2004)
- Candiria – Mathematics (1999, Single)
- Damnation A.D. / Dead Beat – Damnation / Dead Beat (1995, Split)
- Defiler – Pangaea (2011)
- Fuck the Facts – Disgorge Mexico (2009)
- Full Blown Chaos – Wake the Demons (2004)
- Hatebreed / Neglect – Hatebreed / Neglect (1995, Split)
- Integrity / Hatebreed – Integrity / Hatebreed (1996, Split)
- Lionheart – The Will to Survive (2007)
- Ringworm / Cold as Life – Ringworm / Cold as Life (2001, Split)
- Suffokate – Oakland (2004)
- Sworn Enemy – As Real as It Gets (2003)